# Amerykański ninja 3: Krwawe łowy
Amerykański ninja 3: Krwawe łowy (ang. American Ninja 3: Blood Hunt) – amerykański film sensacyjny z 1989 roku w reżyserii Cedrica Sundstroma. Kontynuacja dwóch filmów: Amerykański ninja (1985) i Amerykański ninja 2: Konfrontacja (1987).

## Fabuła
Mistrzowie wschodnich sztuk walki, Sean (David Bradley), Dexter (Evan J. Klisser) i Jackson (Steve James), przybywają na tropikalną wyspę. Zwabił ich tu szalony naukowiec. Wyhodował on szczep niebezpiecznych bakterii i chce wypróbować ich działanie na mężczyznach. Sean podejmuje z nim walkę.

## Obsada
- David Bradley jako Sean Davidson
- Evan J. Klisser jako Dexter
- Steve James jako Curtis Jackson
- Marjoe Gortner jako Kobra
- Robin Meeks jako Czarny ninja
- John Barrett jako Joe Simpson
- Michele B. Chan jako Chan Lee
- Jehuda Efroni jako Andreas
- Calvin Jung jako Izumo